# Třítrubecké údolí

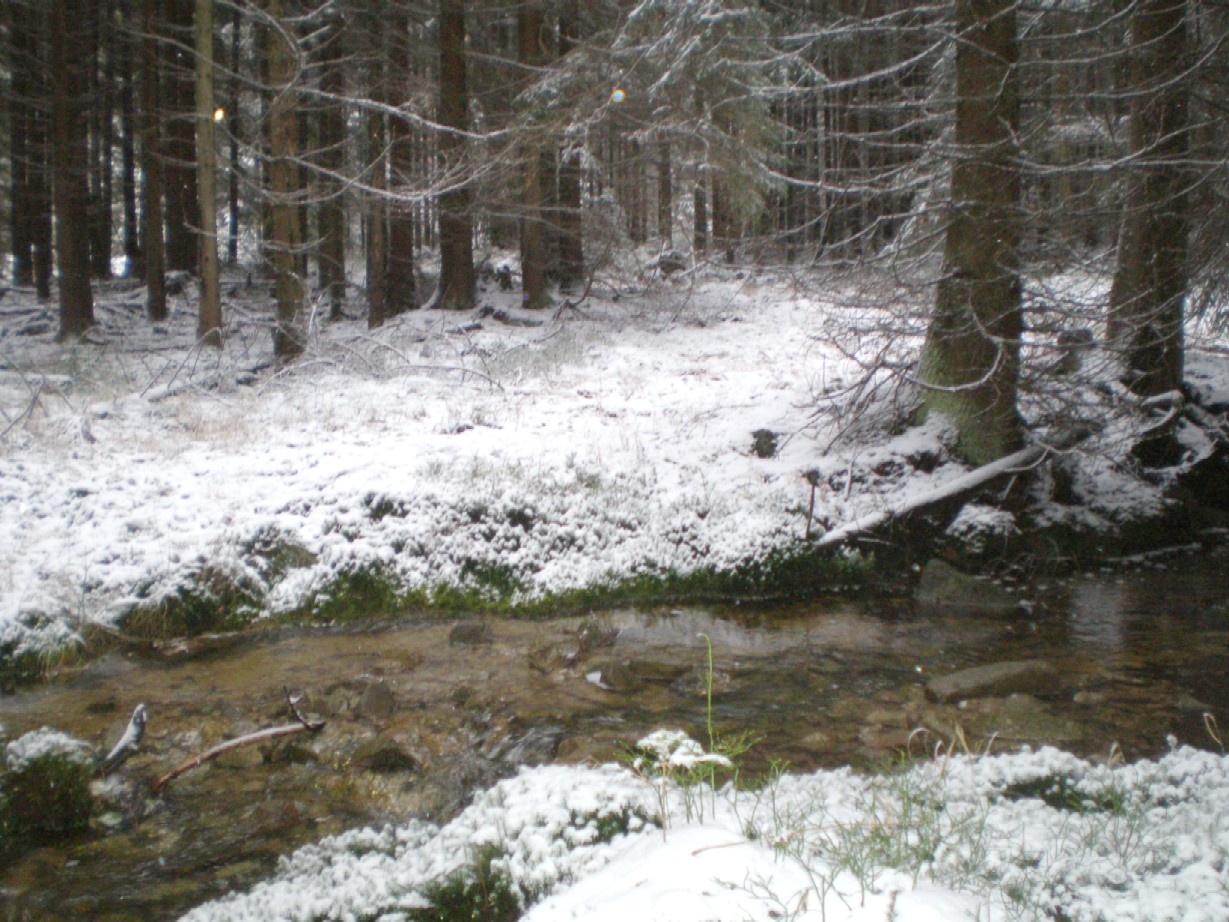
Horní tok Třítrubeckého potoka

Třítrubecké údolí je jedním z údolí v Brdech. Začíná v obci Strašice, tam kde říčka Klabava opouští CHKO Brdy a táhne se východním směrem v délce cca 10 km – hned do dvou sedel – jednak do sedla U sv. Jána (823 m) mezi Prahou (862 m) a Malým Tokem (844 m) a jednak do sedla (790 m), místními někdy nazývané „Borské“, sevřené mezi vrchy Tok na severu a Brdce (840 m) na jihu.
Údolím protéká Třítrubecký potok (na svém horním toku také nazývaný Černý), který z obou stran přibírá další přítoky (např. Voložný potok, potok Reserva). Před loveckým zámečkem Tři Trubky se spojuje s Padrťským potokem.
Údolí (s bočními větvemi) představuje jakési srdce Brd. Ze severu je obklopují vrchy Lipovsko (651 m) se čtyřmi patry (!) soliflukčních plošin nad sebou, Hlava a Tok, nejvýznamněji zde však vystupuje táhlý hřbet hory Koruna (831 m).
Z jihu je obklopují vrchy Kamenná (735 m), Kočka (790 m), Paterák (814 m), Březový vrch (785 m) a Brdce (840 m). Mezi Kamennou a Kočkou sem ústí Padrťské údolí, mezi Lipovskem a Korunou pak dvojice údolí - Reserva a Aliance.

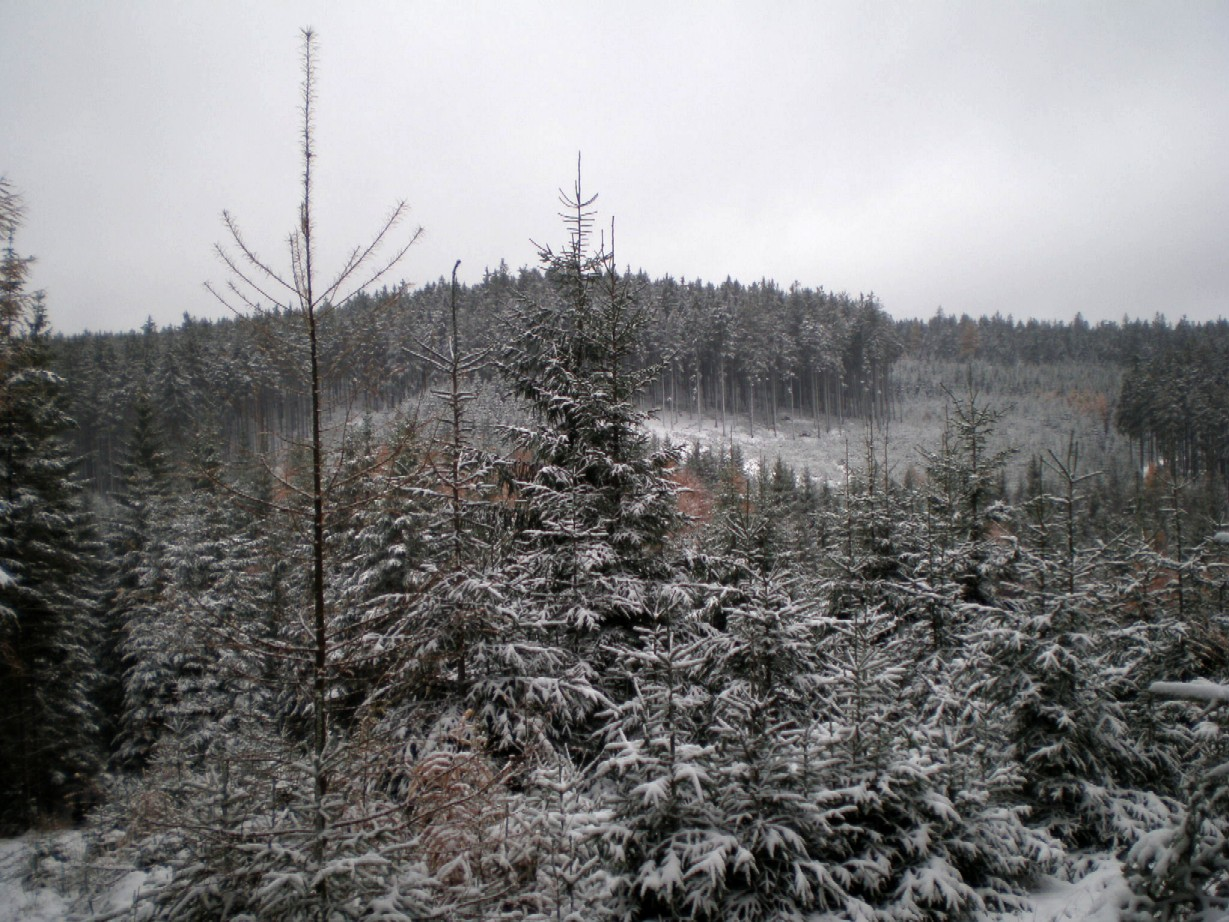
Březový vrch (785 m)

Celým údolím prochází neveřejná asfaltová komunikace z příbramského Kozičína a Bohutína do Strašic. Zajímavé jsou i navazující komunikace - k jihu vede jedna do sedla Na Rovinách (778 m) mezi Prahou a Paterákem, druhá pak Padrťským údolím; k severu je pak významná tzv. cesta „Aliance“, typická horská silnice, která stoupá až na tzv. Dlouhý kámen (825 m) v oblasti Toku, odkud klesá směrem na Obecnici.

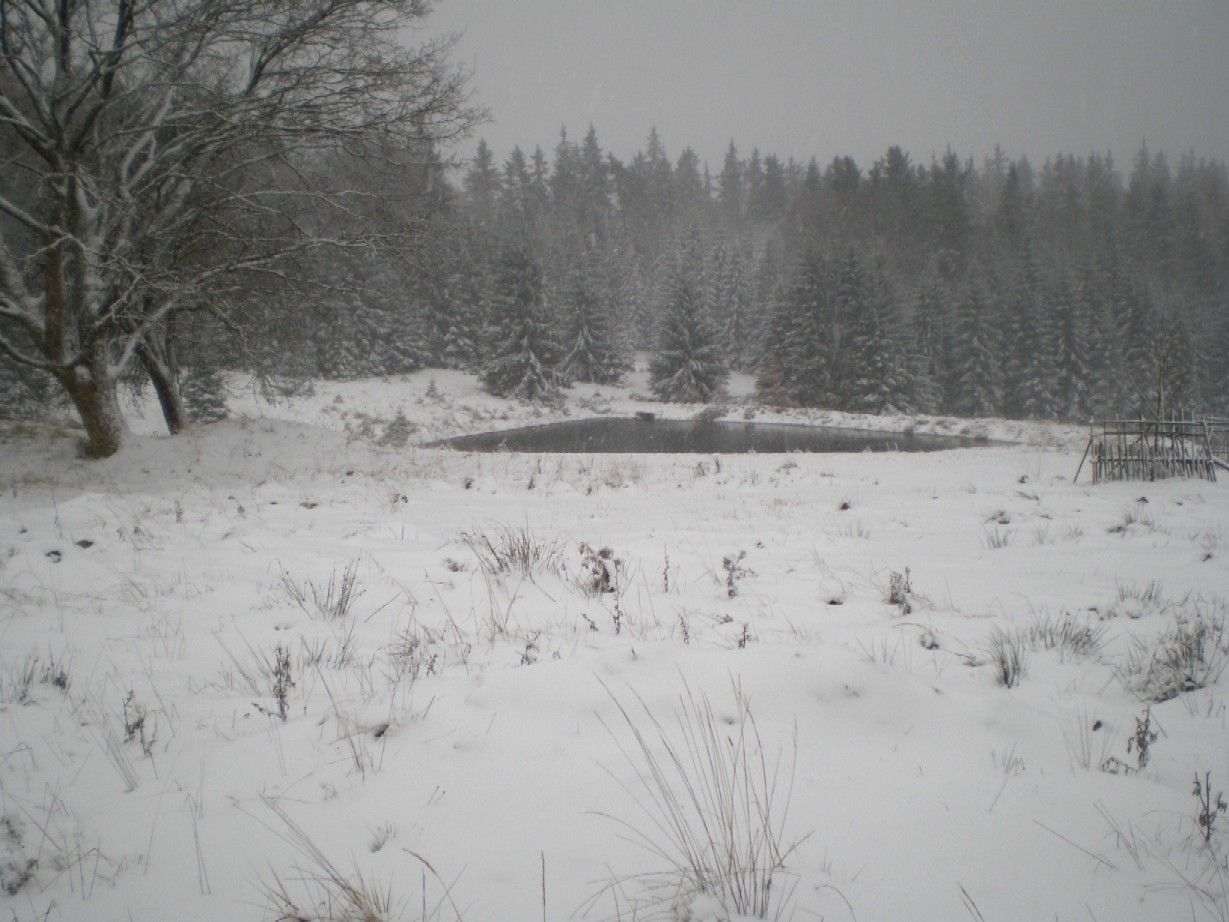
Svatý Martin přijel s předstihem na Bor

## Zajímavosti

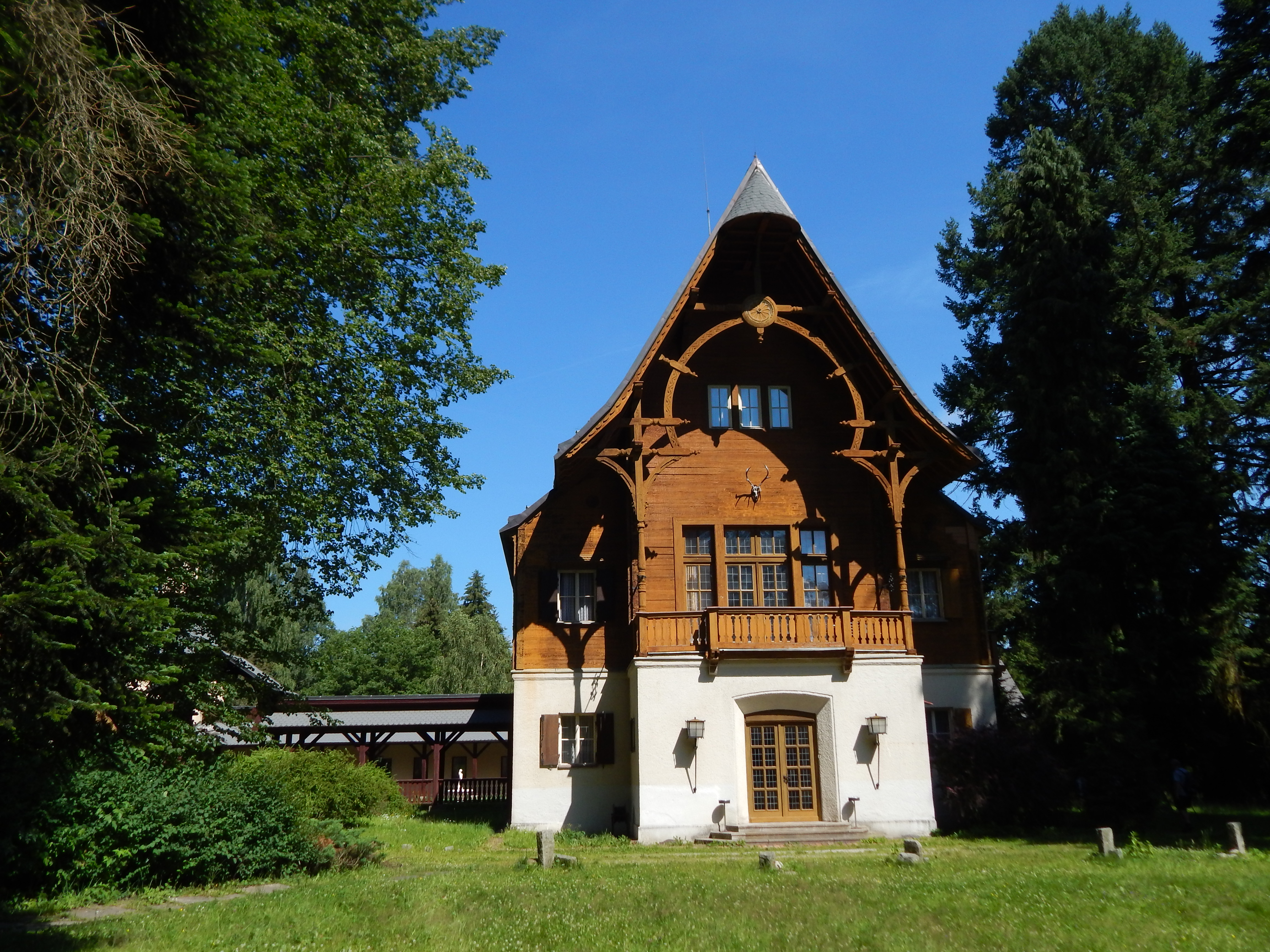
Lovecký zámeček Tři trubky

- v údolí se nalézá na soutoku Třítrubeckého a Padrťského potoka lovecký zámeček Tři Trubky, zbudovaný knížetem Coloredo-Mannsfeldem v letech 1888-1890, s pohnutou historií.
- nedaleko pod „Borským“ sedlem stávala myslivna Bor ve stylu šumavských chalup, se zvoničkou. Její původní lokalita je velmi romantická.
- v údolí potoka Reservy se nachází podzemní velitelské stanoviště bývalého, tzv. Československého frontu, místními nazývané „U Němých“. (Objekt je stále v provozu).
- údolí vykazuje vysloveně horský charakter, který lze přirovnat např. k okolí šumavské Modravy.